# Маунт-Оберн (Іллінойс)
Маунт-Оберн (англ. Mount Auburn) — селище (англ. village) в США, в окрузі Крістіан штату Іллінойс. Населення — 452 особи (2020).

## Географія
Маунт-Оберн розташований за координатами 39°45′55″ пн. ш. 89°15′33″ зх. д. / 39.76528° пн. ш. 89.25917° зх. д. (39.765376, -89.259270).  За даними Бюро перепису населення США в 2010 році селище мало площу 2,58 км², з яких 2,58 км² — суходіл та 0,00 км² — водойми.

## Демографія
Згідно з переписом 2010 року, у селищі мешкало 480 осіб у 194 домогосподарствах у складі 131 родини. Густота населення становила 186 осіб/км².  Було 220 помешкань (85/км²).
Расовий склад населення:
| - 98,1 % — білих - 0,4 % — корінних американців - 0,4 % — чорних або афроамериканців |

До двох чи більше рас належало 0,2 %. Частка іспаномовних становила 0,8 % від усіх жителів.
За віковим діапазоном населення розподілялося таким чином: 22,3 % — особи молодші 18 років, 61,2 % — особи у віці 18—64 років, 16,5 % — особи у віці 65 років та старші. Медіана віку мешканця становила 41,2 року. На 100 осіб жіночої статі у селищі припадало 95,9 чоловіків;  на 100 жінок у віці від 18 років та старших — 86,5 чоловіків також старших 18 років.
Середній дохід на одне домашнє господарство  становив 55 007 доларів США (медіана — 52 941), а середній дохід на одну сім'ю — 60 261 долар (медіана — 58 125). За межею бідності перебувало 19,2 % осіб, у тому числі 21,7 % дітей у віці до 18 років та 9,0 % осіб у віці 65 років та старших.
Цивільне працевлаштоване населення становило 238 осіб. Основні галузі зайнятості: виробництво — 19,7 %, освіта, охорона здоров'я та соціальна допомога — 18,9 %, роздрібна торгівля — 11,3 %, будівництво — 8,0 %.